# Scone (brood)

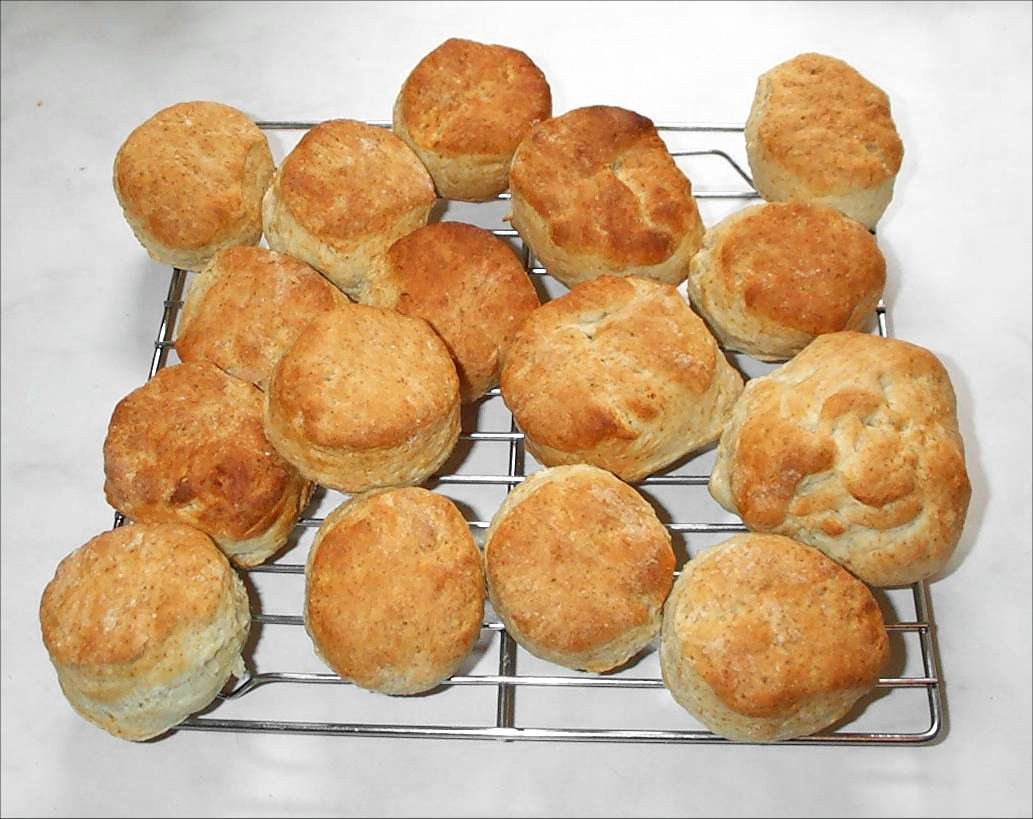
Versgebakken Engelse karnemelkscones

De scone is een klein broodje (of cake indien er suiker aan het recept is toegevoegd), dat oorspronkelijk uit Schotland komt. Scones zijn erg populair in het Verenigd Koninkrijk, Australië, Ierland en Canada, maar worden ook elders in de wereld gegeten. In het Verenigd Koninkrijk zijn scones met clotted cream en jam een vast hapje bij de afternoon tea. Verder worden ze genuttigd bij het ontbijt of bij de koffie.
Scones worden doorgaans gemaakt van tarwe, gerst of havermout, met bakpoeder als rijsmiddel.

## Naam
De manier waarop de naam scone wordt uitgesproken varieert per regio. Volgens het woordenboek van Oxford is de naam scone mogelijk afgeleid van het Middelnederlandse woord schoonbrood. Het woord duikt voor het eerst op in een Schots gedicht uit 1513. In de volksmond worden scones ook wel 'Wolfjes' genoemd.

## Variaties
De originele scone was een rond en plat brood, vaak ter grootte van een klein bord. Het werd gemaakt met haver en gebakken op een trivet in een koekenpan of taartpan boven haard of open vuur. Tegenwoordig zou een dergelijke scone een “bannock” worden genoemd. In Schotland kunnen beide namen worden gebruikt.
Toen bakpoeder algemeen beschikbaar werd, werden scones steeds vaker in kleinere vorm gebakken in een oven. Zo ontstond de scone zoals men die tegenwoordig kent.
Moderne scones zijn vaak te koop in veel Britse bakkerijen, supermarkten en kruidenierszaken. Ze worden meestal verkocht in de ronde vorm, hoewel er goedkopere varianten bestaan in andere vormen. Indien zelfgemaakt kunnen ze ook vierkante of driehoekige vormen aannemen.
Er bestaan veel variaties op het traditionele recept voor scones, zoals scones met rozijnen, fruit, kaas of krenten. Britse scones zijn vaak licht gezoet, maar er bestaan ook hartige scones. In Engeland worden ze traditioneel gegeten met 'clotted cream', een dikke ongezoete room, en honing, marmelade, jam of vers fruit.

## Scones wereldwijd
Scones zijn vooral in het Verenigd Koninkrijk en Ierland populair. Zo werden ze verkozen tot het voedsel om Ierland te vertegenwoordigen tijdens Café Europa in 2006. Scones zijn ook een favoriet gerecht in Scandinavische landen.
Pompoenscones zijn een bekende variant die in Australië veel gegeten wordt. In Canada zijn scones vooral populair in de kustprovincie Brits-Columbia. Een Nederlands broodje dat veel lijkt op de scone is de kwarkbol.